# 崔庠
崔庠（?—533年），字文序，东清河郡鄃县（今山东省淄博市临淄区）人，祖籍清河郡东武城县（今河北省衡水市故城县），北魏官员。

## 生平
崔庠是北魏征虏将军、平州刺史崔长文的堂弟，有才干，一开始出任侍御史、员外散骑侍郎、给事中，多次出使高句丽，转任步兵校尉，又转任司空掾，兼领左右直长，外任相州长史，回朝后出任河阴县县令、洛阳县县令，以刚强正直著称，又升任东郡太守。元颢威逼东郡的边界，崔庠拒绝不听命，放弃东郡步行回到故乡。魏孝庄帝元子攸回到洛阳后，赐予崔庠平原伯，拜任颍川郡太守，很有政绩。永熙初年，崔庠出任东徐州刺史。永熙二年（533年）五月，崔庠被东徐州城民王早、兰宝等人杀害。北魏朝廷赠予崔庠骠骑将军、吏部尚书、齐州刺史。

## 儿子
- 崔罕，北魏平原伯，北齐接受禅让后，爵位依例降低